# Stârc galben
Stârcul galben (Ardeola ralloides) este un stârc mic, lung de 44-47 cm, din care corpul are 20-23 cm, cu o anvergură a aripilor de 80-92 cm. Se reproduce în sudul Europei și în Orientul Mijlociu extins. Numele științific provine din latinescul ardeola, un stârc mic (ardea), și ralloides din latinescul rallus, un ralid și grecescul -oides, „asemănător”.